# دوئل بر-همیلتون
دوئل بر-همیلتون (انگلیسی: Burr–Hamilton duel) بین سیاستمداران آمریکایی آرون بر، معاون وقت رئیس جمهور و الکساندر همیلتون، وزیر سابق خزانه‌داری در ویهاوکن، نیوجرسی در ۱۱ ژوئیه، ۱۸۰۴ انجام شد. این دوئل اوج یک رقابت تلخ و طولانی بین این دو بود. بر همیلتون را با گلوله‌ای مرگ‌بار زخمی کرد، و او که به خانهٔ ویلیام بیارد بر کرانه منهتن برده شده بود، روز بعد در حالی که همسر و خواهرزنش در کنارش بودند درگذشت.

## پیش زمینه

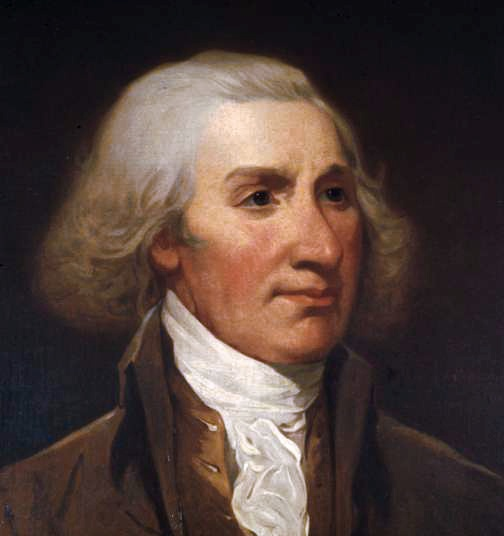
فیلیپ اسکایلر، پدرزن همیلتون کرسی خود در سنا را به بر باخت.

دوئل بر-همیلتون یکی از مشهورترین منازعه‌های شخصی در تاریخ ایالات متحده آمریکا است. منشأ این دوئل دلخوری شخصی بود که بین این دو نفر در طول سالیان متعدد بروز کرد. تنش‌ها وقتی همیلتون در جریان انتخابات فرمانداری نیویورک در سال ۱۸۰۴، که بر در آن نامزد بود، دست به بدنام کردن او در مطبوعات زد به اوج خود رسیدند. دوئل زمانی انجام شد که این رسم در شمال ایالات متحده ممنوع شده بود، و عواقب سیاسی عظیمی داشت. بر از دوئل جان به در برد و در ایالت نیویورک و نیوجرسی متهم به قتل عمد شد، گرچه هر دو این اتهامات بعداً رد شد و به تبرئه انجامید. انتقادات و خصومت سرسختانه‌ای که پس از دوئل متوجه او شد فعالیت سیاسی او را به پایان آورد. حزب فدرالیست، که از پیش با شکست جان آدامز در انتخابات ریاست‌جمهوری ایالات متحده آمریکا (۱۸۰۰ میلادی) ضعیف شده بود، با مرگ همیلتون ضعیفتر شد.